# Адміністративний поділ УНР
Навесні 1918 року прийнято закон, за яким Українська Народна Республіка (УНР) ділилася на 32 землі. Невдовзі у Конституції УНР закріплено поділ України на землі, волості та громади. Утім, переворот Скоропадського завадив впровадженню цієї реформи, а сам гетьман повернув у силу російський поділ на губернії, повіти і волості, які ліквідовано в Українській СРР у 1923–1925 роках.

## Історія

### Землі УНР
6 березня 1918 року Українська Центральна Рада прийняла «Закон про поділ України на землі», відповідно до якого поділ України на губернії і уїзди (повіти) скасовувався, а територія УНР поділялася на 32 землі. Водночас у законі були визначені лише адміністративні центри земель, а точне розмежування земель планувалося провести пізніше. Також було вказано, що у разі розмежування УНР із сусідніми державами кількість земель може бути змінено.
Мало бути створено 32 землі (ідея Грушевського полягала в тому, щоб населення кожної землі складало приблизно 1 мільйон осіб). Уже після прийняття закону проголошено дві нові землі — Підляшшя та Дреговицьку землю, на які претендувала також Білоруська Народна Республіка.[джерело?]
29 квітня 1918 року Центральна Рада ухвалила Конституцію Української Народної Республіки, якою землям, волостям і громадам надавалися права широкого місцевого самоврядування на принципах децентралізації.
Прийшовши до влади 30 квітня 1918 року, Гетьман Павло Скоропадський скасував попередній адміністративно-територіальний поділ і повернувся до старої схеми (губерній, повітів і волостей). Водночас Київ, Одесу і Миколаїв виділено в окремі адміністративні одиниці.

### Директорія
Після повалення гетьманату до влади прийшла Директорія, яка прийняла закон «Про організацію адміністративної влади УНР». Відповідно до нього УНР поділялася на Західну і Східну області. Східна область складалася з Київської, Харківської, Полтавської, Чернігівської, Катеринославської, Херсонської, Волинської, Подільської й Холмської губерній, а Західна область мала охоплювати територію ЗУНР.
1919 року окремою адміністративною одиницею мала стати територія Західноукраїнської Народної Республіки. Акт Злуки 22 січня 1919 р. передбачав возз'єднання УНР та ЗУНР в одну державу, з автономним статусом ЗУНР (під назвою Західна область УНР, ЗОУНР). Утім через умови війни об'єднання мало декларативний характер, а невдовзі територію ЗУНР окупували польські загарбники.

### УСРР
Більшовики на контрольованих ними територіях скликали волосні з'їзди рад селянських і батрацьких депутатів, які на противагу волосним земствам створювали волосні ради депутатів та волосні виконкоми, а також волосні комітети бідноти. Волості залишилися після утворення УСРР як адміністративно-територіальні одиниці, якими керували волосні з'їзди рад та обрані ними волосні виконкоми. Після проведення адміністративної реформи УСРР (7 березня 1923 року) волості замінили на 706 районів (починаючи з 1 січня 1924-го — 700).